# Ontherus virescens
Ontherus virescens là một loài bọ cánh cứng trong họ Bọ hung (Scarabaeidae).